# 몽드 셀렉션
몽드 셀렉션(프랑스어: Monde Selection)은 1961년 벨기에 브뤼셀에서 창립된 품질평가 기관이다. 음식, 음료, 다이어트, 건강 및 미용 제품에 대한 품질을 검증하고 상을 수여한다. 몽드 셀렉션은 과학자, 전문가, 영양 컨설턴트, 소믈리에와 주방장 등 권위있는 요리 분야 전문가 70여명을 기용한다.